# Das Kindermädchen – Mission Kanada
Mission Kanada ist eine deutsche Filmkomödie von Sascha Bigler aus dem Jahr 2021. Es handelt sich um den dritten Film der ARD-Reihe Das Kindermädchen mit Saskia Vester als Kinderbetreuerin Henriette Höffner in der Hauptrolle. Die deutsche Erstausstrahlung erfolgte am 4. Januar 2021 auf dem ARD-Sendeplatz „Endlich Freitag im Ersten“.

## Handlung
Die Münchner Kinderbetreuerin Henriette Höffner wird von dem deutschstämmigen Unternehmer Christopher Hunter für einen Auftrag auf Vancouver Island engagiert. Henriette soll sich um seine 13-jährige Tochter Bristol kümmern, damit er seine zweite Hochzeit mit seiner neuen Lebensgefährtin Pia Schmidt vorbereiten kann. In Kanada in der riesigen Villa angekommen, merkt Henriette schnell, dass Bristol es ihr nicht leicht machen wird. Der Teenager begeht einen Ladendiebstahl als Mutprobe, besucht heimlich eine Party in Victoria und flucht auf ihre künftige Stiefmutter Pia.
Henriette schlägt das Modell „Patchworkfamilie“ vor, doch die unterschiedlichen Parteien misstrauen sich. Nach einem Strandbesuch wird Bristol klar, wie sehr sich ihr Vater und seine neue Freundin Pia lieben. Auch Neuigkeiten über frühere kriminelle Machenschaften von Pias Vater können daran nichts mehr zerrütten. Bristol akzeptiert die neue Partnerin als Freundin, während sie mit ihrer eigentlichen Mutter immer verbunden bleibt. Und Nachwuchs hat sich auch schon angekündigt.

## Hintergrund
Mission Kanada wurde vom 4. September 2019 bis zum 4. Oktober 2019 in Vancouver und Umgebung gedreht. Produziert wurde der Film von der FFP New Media.

## Kritik
Die Kritiker der Fernsehzeitschrift TV Spielfilm zeigten mit dem Daumen nach unten und vergaben für den Humor einen von drei möglichen Punkten. Sie resümierten: „Diese Nanny kommt uns nicht ins Haus!“.